# 佩朗 (奥德省)
佩朗（法語：Peyrens）是法国奥德省的一个市镇，属于卡尔卡松区（Carcassonne）卡斯泰尔诺达里北县（Castelnaudary-Nord）。该市镇2009年时的人口为496人。

## 人口
佩朗人口变化图示
| 数据来源：INSEE |